# Weinhaus Rheingold
Pour les articles homonymes, voir Rheingold.
Le Weinhaus Rheingold (en français : Maison des vins Or du Rhin), construit à Berlin en Allemagne dans les années 1900, est un grand restaurant, aujourd'hui disparu, du groupe Aschinger, dans lequel jusqu'à 4 000 invités pouvaient être accueillis simultanément. Situé près de la Potsdamer Platz, il est gravement endommagé lors des raids aériens alliés pendant la Seconde Guerre mondiale et ses ruines sont démolies au début des années 1950.
Le bâtiment à charpente d'acier, construit entre 1905 et 1907 sur des plans de l'architecte Bruno Schmitz, devait servir de salle de concert avec salles de réunion attenantes et restaurant à vins, pour marquer l'entrée de la maison Aschinger dans la haute gastronomie. Cependant, afin d'éviter un trafic supplémentaire sur la Potsdamer Platz déjà encombrée, son utilisation est restreinte à la restauration stricto sensu. Les difficiles travaux de construction, combinés à l'abaissement du niveau de la nappe phréatique et à la sécurisation coûteuse des bâtiments voisins, ont suscité l'intérêt de la presse de l'époque.
En 1907, les publications spécialisées en architecture présente de manière positive l'achèvement du nouveau bâtiment. La façade monumentale de la Bellevuestrasse, avec des reliefs du sculpteur Franz Metzner attire l'attention — souvent considérée comme l'égale de la façade du grand magasin voisin Wertheim (de) de la Leipziger Platz, réalisée par Alfred Messel. La décoration intérieure luxueuse des quatorze salles, certaines exotiques, d'autres inspirées du moyen âge, crée une atmosphère différente dans chaque pièce.
Sur le plan économique, ce bâtiment de prestige est un échec pour la société Aschinger. Après des décennies sans rentabilité, le groupe revend finalement le bâtiment, déjà fermé en raison de la guerre, à la Deutsche Reichspost en 1943. La même année, le complexe subit de lourds dommages lors des bombardements de Berlin. La ruine, classée comme reconstructible, est rasée au début des années 1950. Après le réaménagement de la Potsdamer Platz, la zone est en grande partie partagée par la Bahntower, la Potsdamer Straße, détournée, et la Kollhoff-Tower.

## Histoire

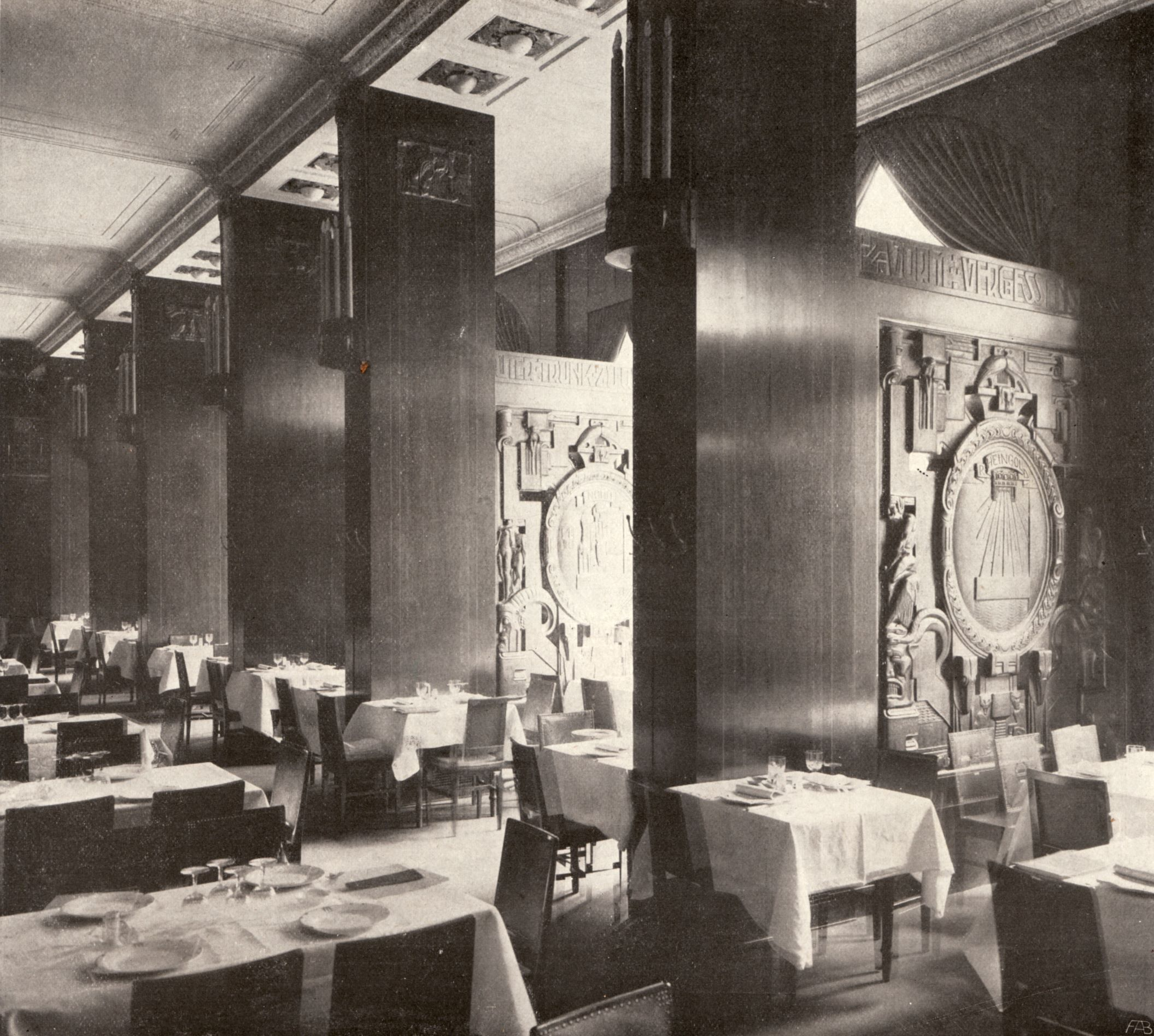
Pfeilersaal
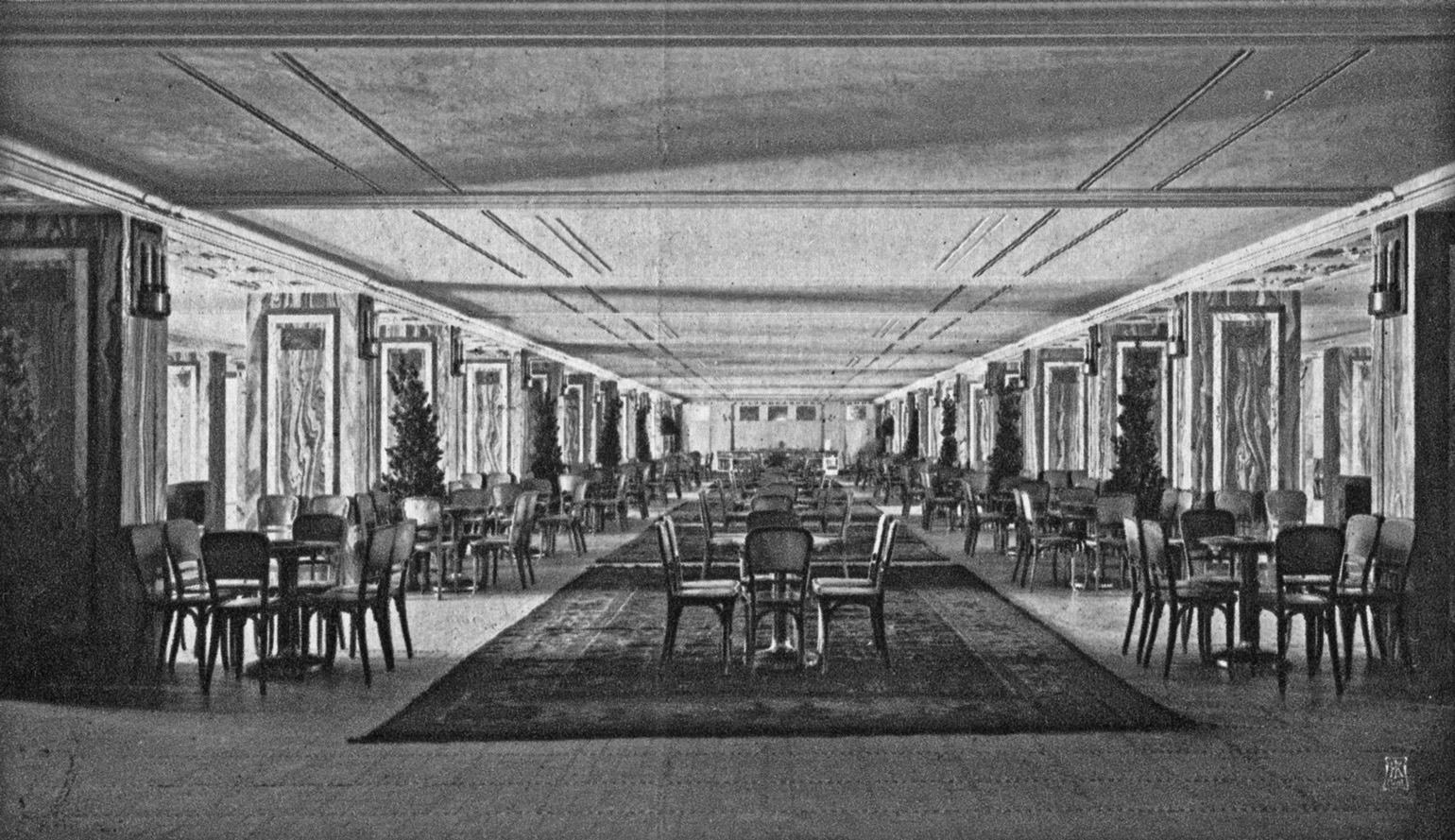
Garderobenvestibül
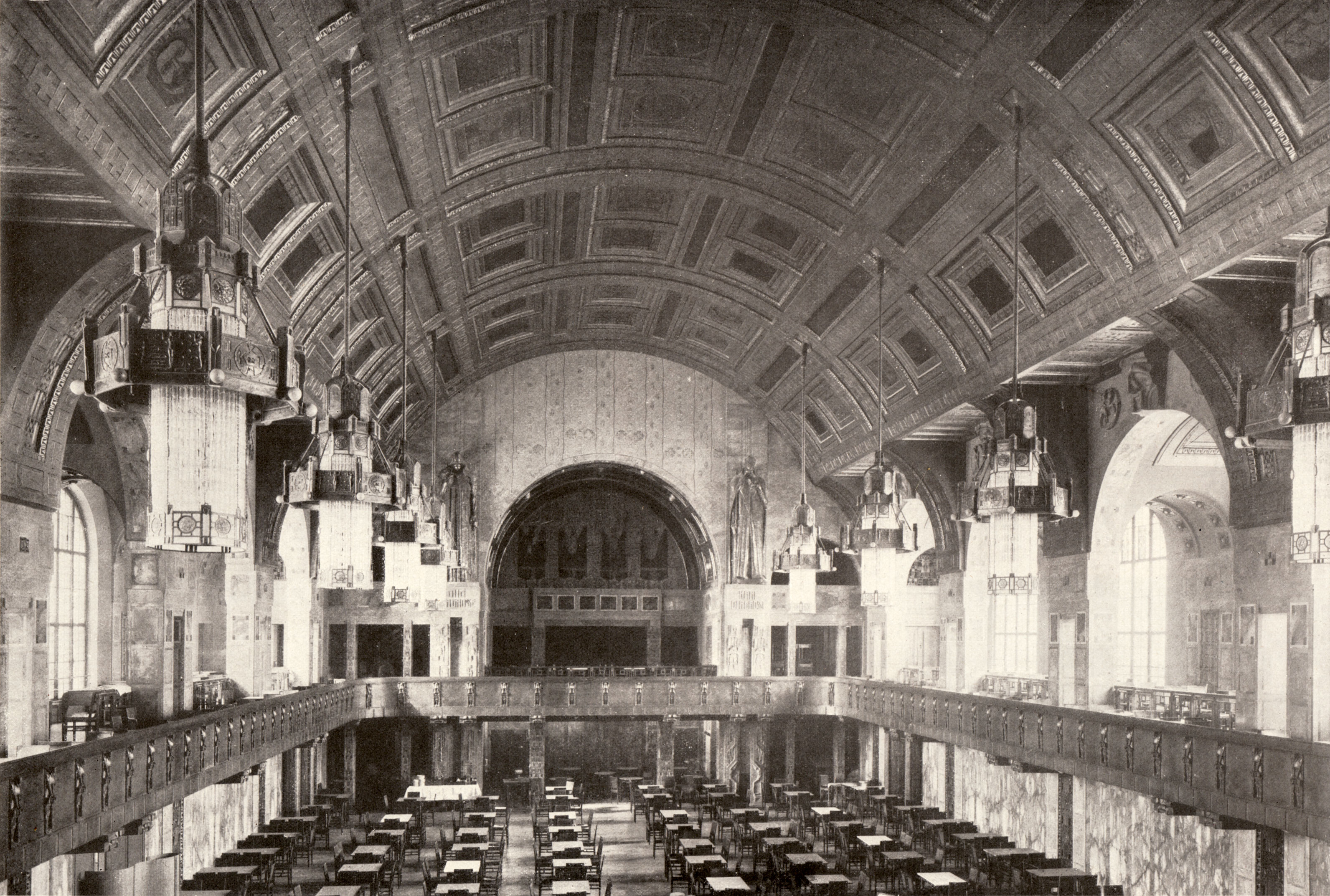
Kaisersaal
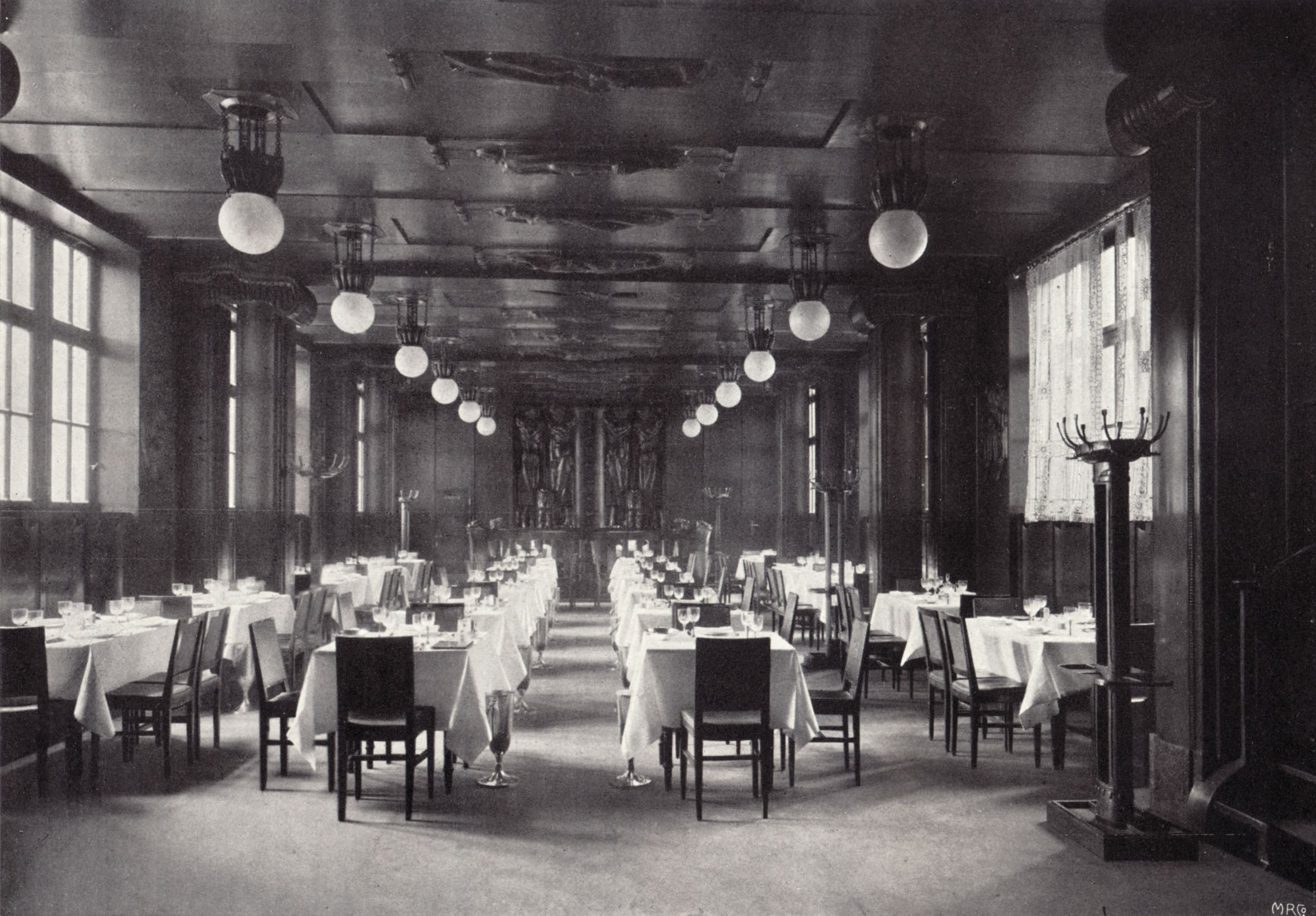
Mahagonisaal
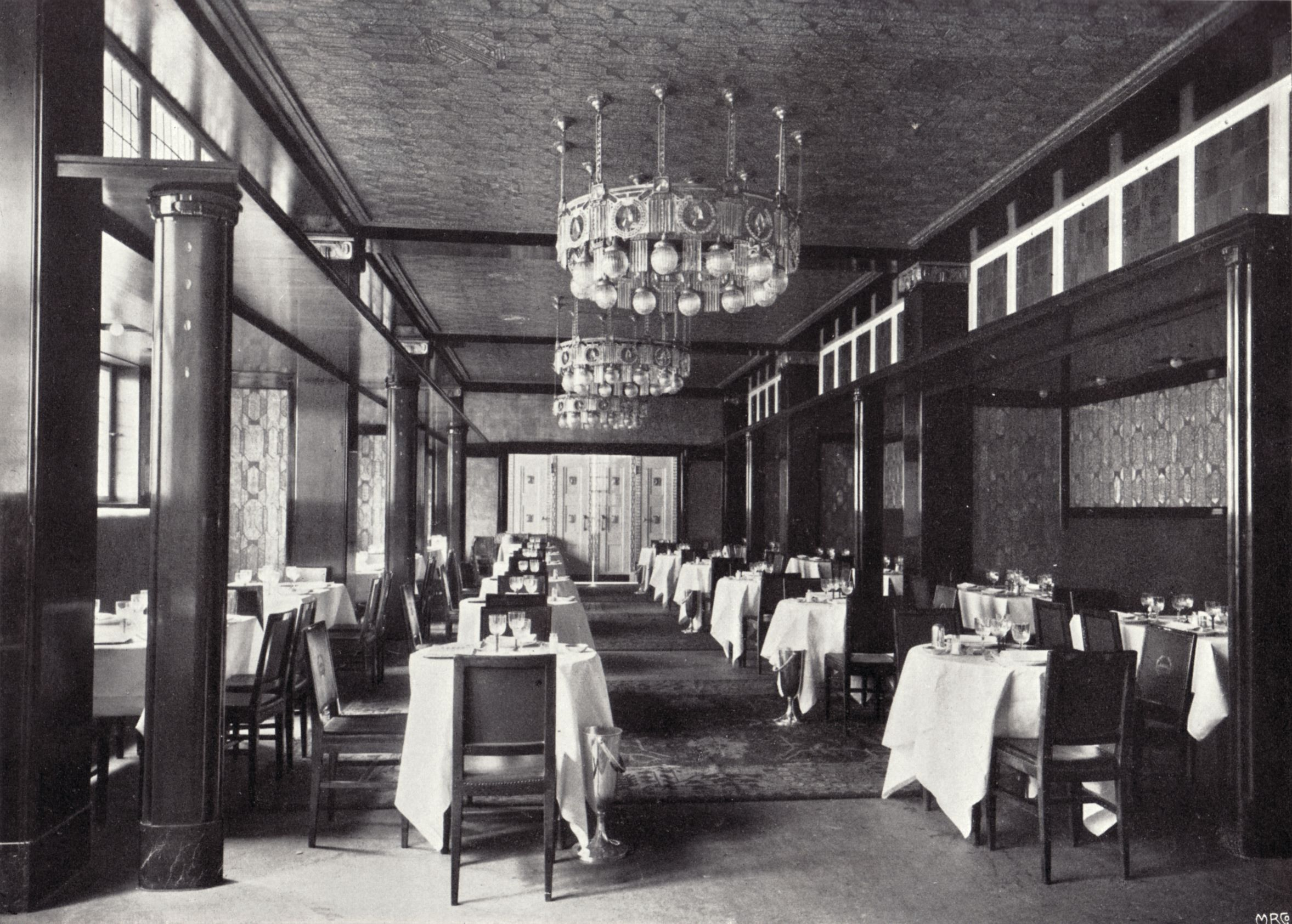
Ebenholzsaal
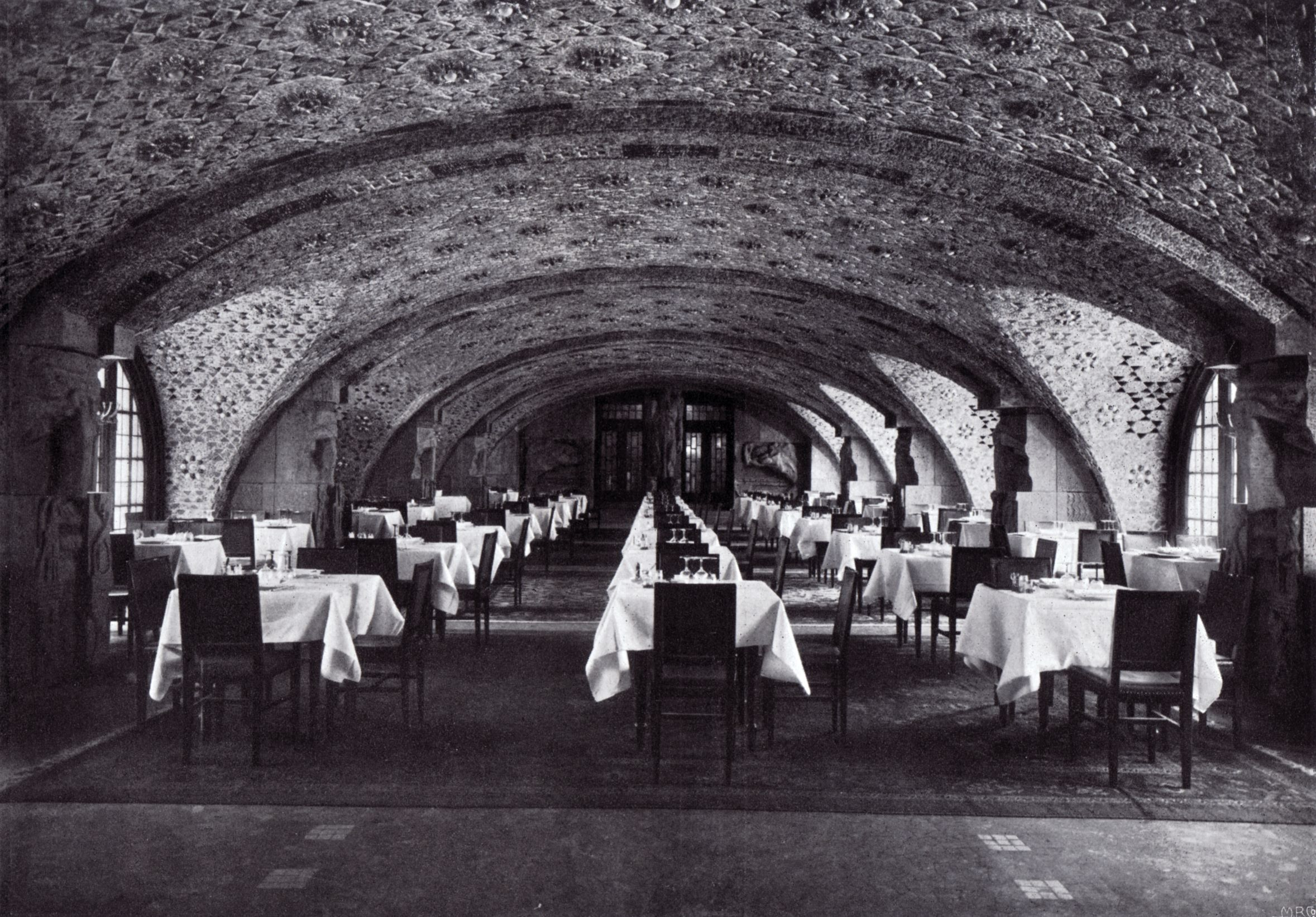
Steinsaal
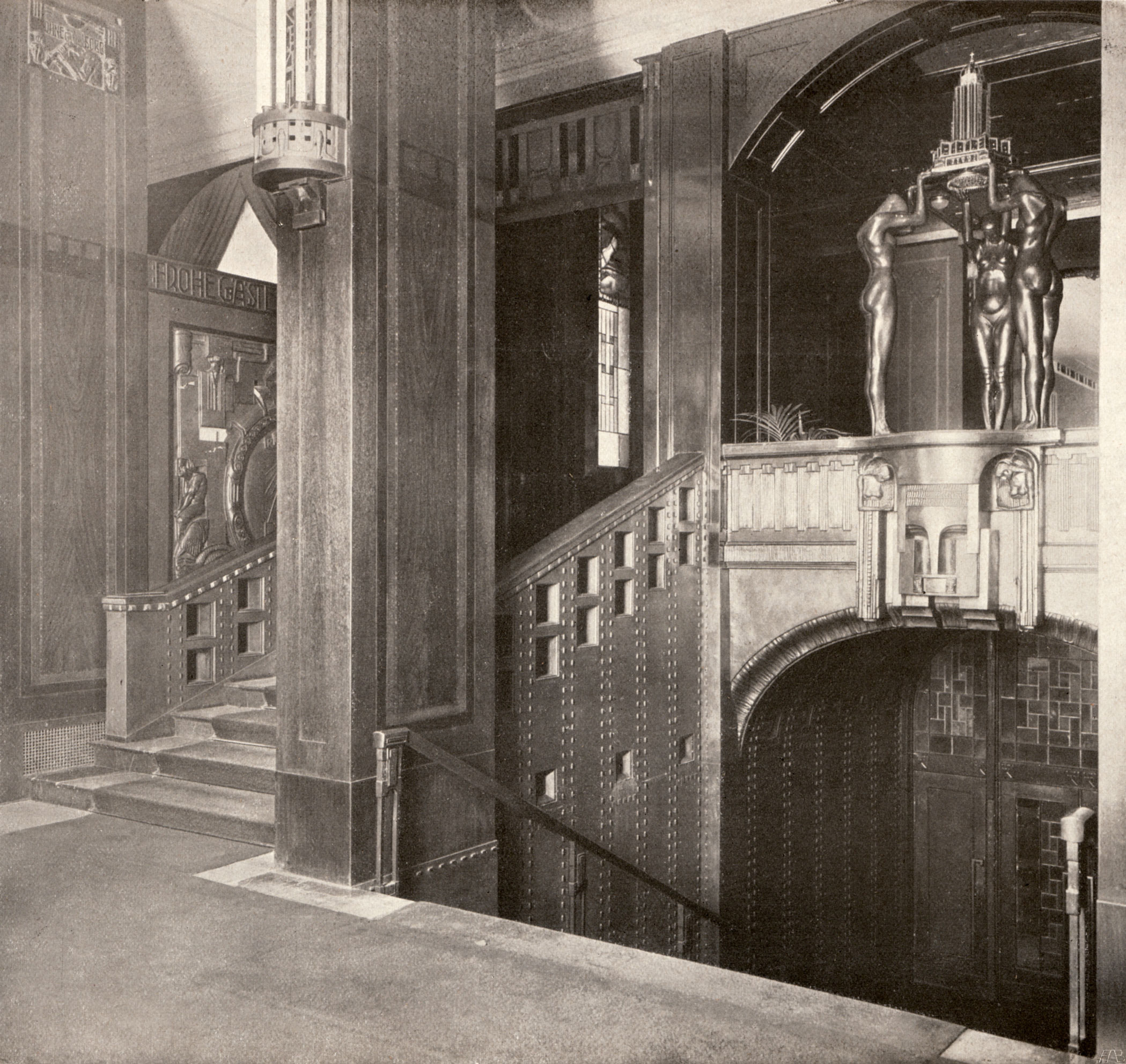
Accès à l'Onyxsaal
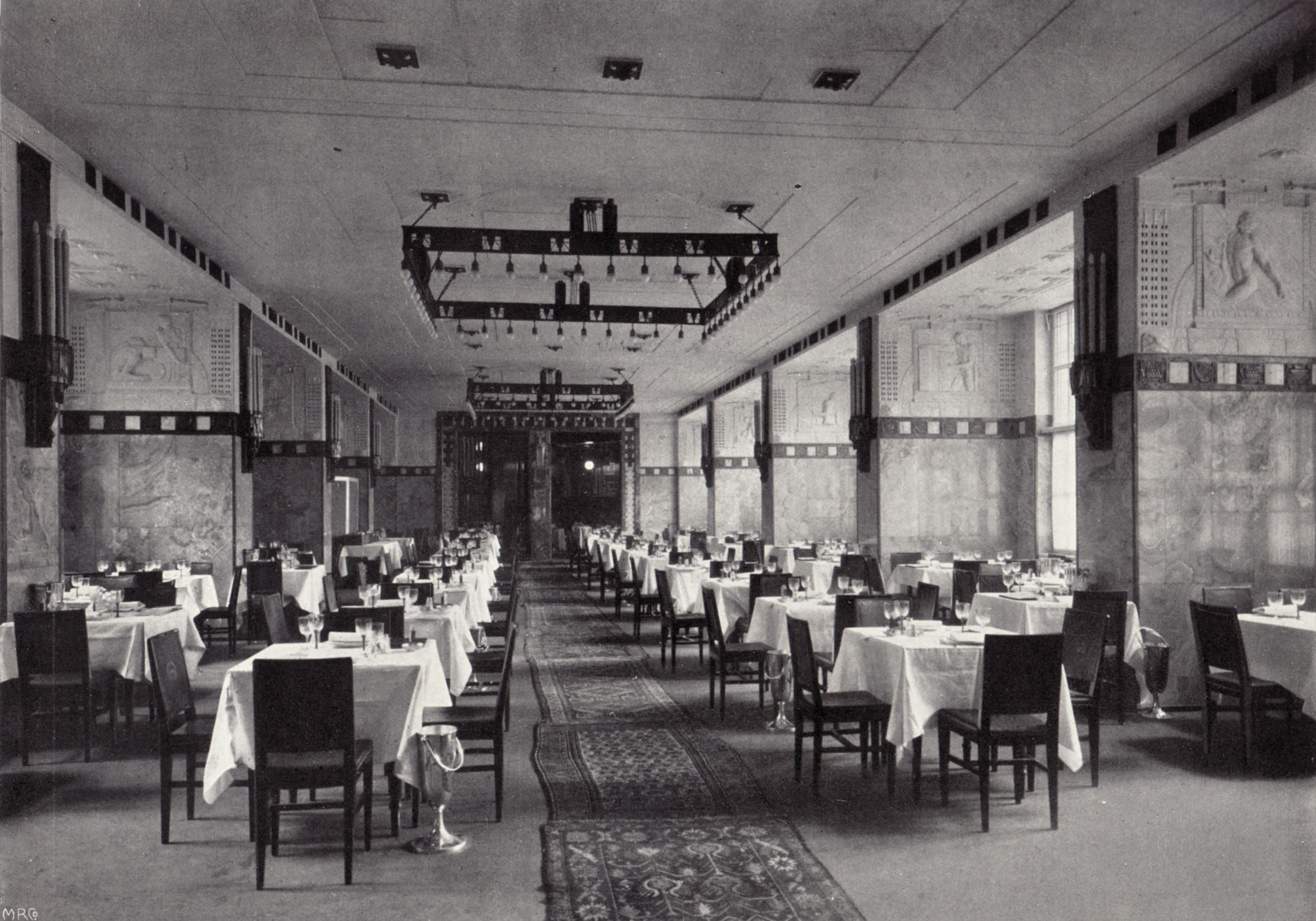
Onyxsaal
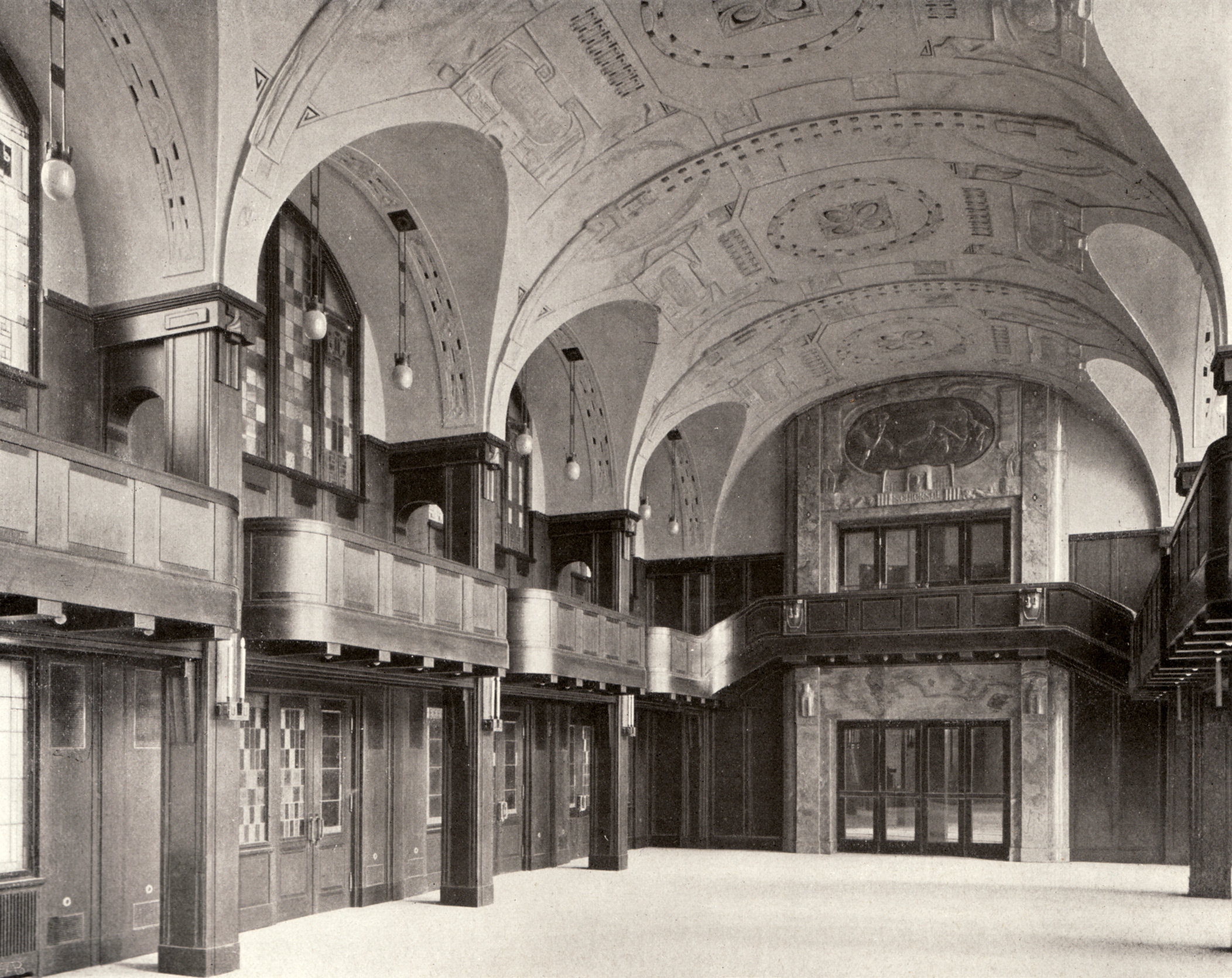
Bankettsaal